# Dobravlje (gmina Sežana)
Dobravlje – wieś w Słowenii, w gminie Sežana. W 2018 roku liczyła 78 mieszkańców.